# Peperomia thienii
Peperomia thienii är en pepparväxtart som beskrevs av Truman George Yuncker. Peperomia thienii ingår i släktet peperomior, och familjen pepparväxter. Inga underarter finns listade i Catalogue of Life.